# Synagoge Cernay (Haut-Rhin)
Die Synagoge in Cernay, einer französischen Gemeinde im Département Haut-Rhin der historischen Region Elsass, wurde 1926 errichtet, nachdem der Vorgängerbau im Ersten Weltkrieg zerstört wurde. Die ehemalige Synagoge in der Rue Raymond-Poincaré wurde in das Inventar des Kulturerbes in Frankreich aufgenommen.
Das Synagogengebäude wurde nach Plänen des Architekten Maurice Dreyfus erbaut. Der Betsaal im Erdgeschoss besaß vier Rundbogenfenster, der Thoraschrein an der Ostseite in Richtung Innenhof ist heute noch deutlich zu erkennen. Der Betsaal war mit Stuck, Mosaiken und Wandmalereien geschmückt. 
Das Gebäude wird heute als Wohnhaus genutzt.